# NMBS/SNCB-Reihe 41
Als Reihe 41 werden 120 km/h schnelle Dieseltriebzüge der NMBS/SNCB bezeichnet, die von 1999 bis 2004 bei Alstom hergestellt wurden.

## Geschichte

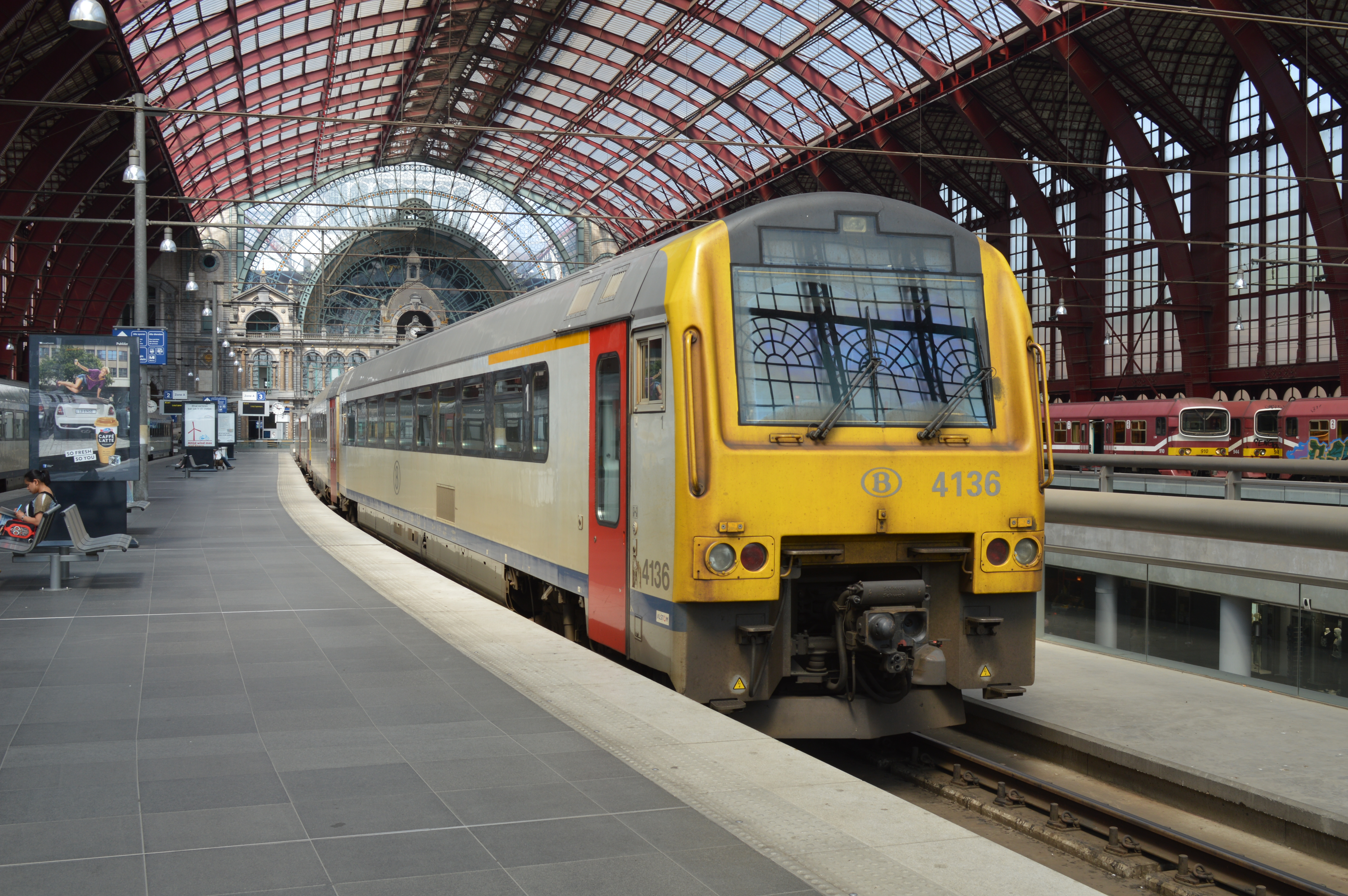
Triebzug 4132 im Bahnhof Antwerpen-Centraal im Mai 2013

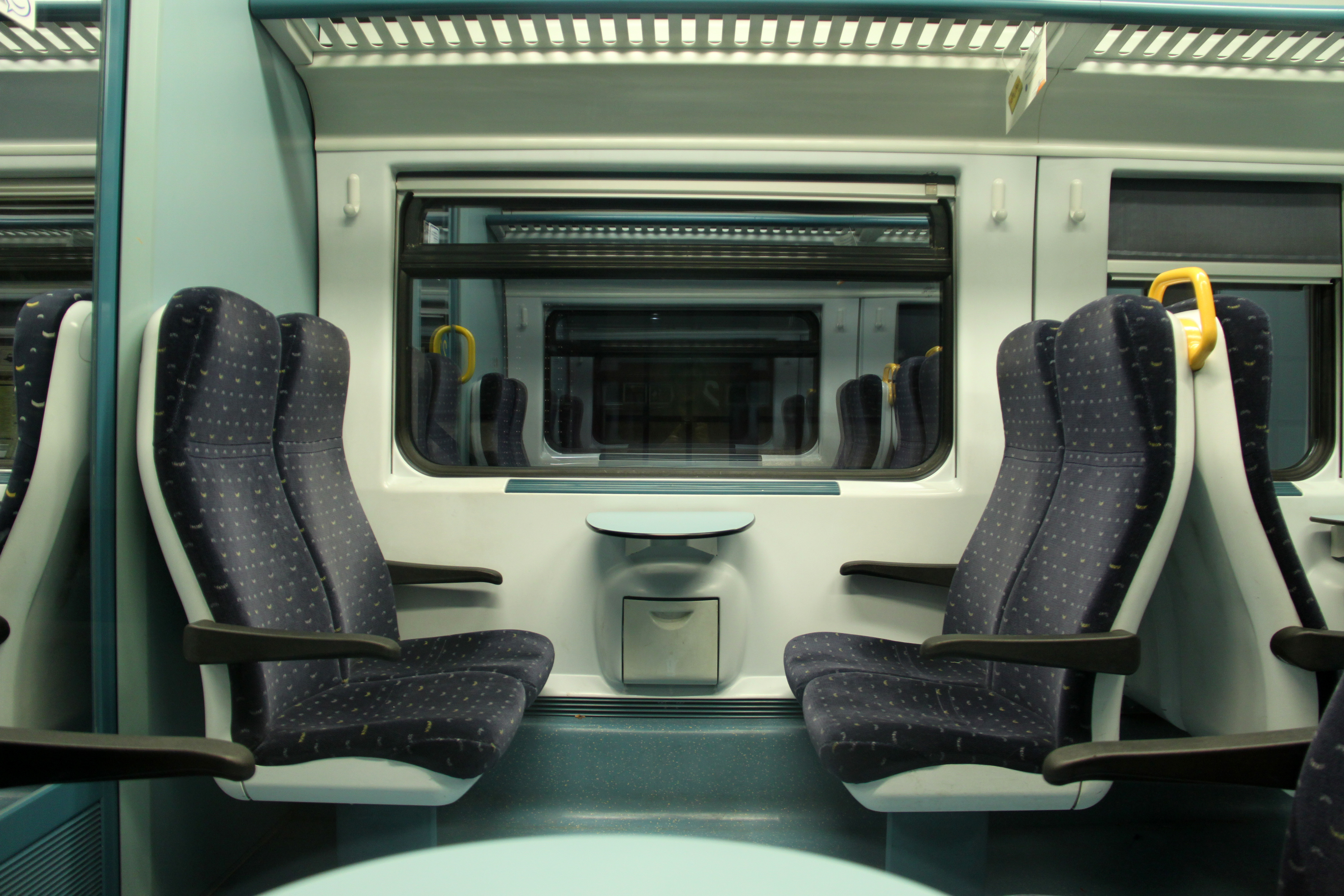
Innenraum in der ersten Klasse

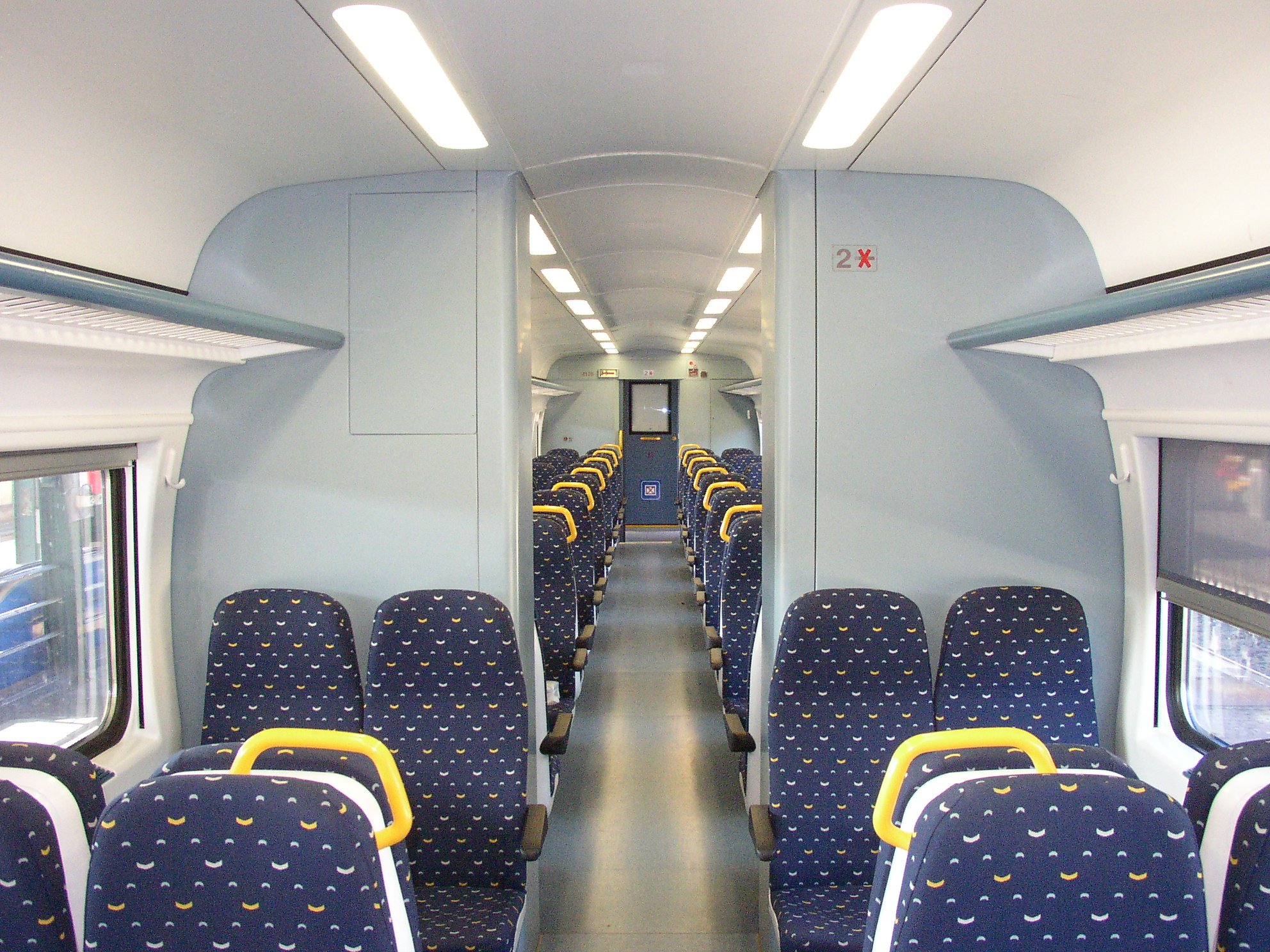
Innenraum in der zweiten Klasse

Nach dem Zweiten Weltkrieg wurden in Belgien verschiedene Reihen von Dieseltriebwagen in Dienst gestellt, die Ende der 1970er-Jahre ersetzt werden sollten. Doch da die belgische Bahn ihre Priorität auf die Elektrifizierung ihrer Strecken anstatt dem Kauf neuer Dieselfahrzeuge legte, dauerte es bis zum Beginn der 1990er-Jahre, bis die Planungen konkretisiert wurden. 1994 wurde die Beschaffung neuer Fahrzeuge beschlossen und 1997 ein Auftrag an Alstom in Barcelona über 80 Fahrzeuge vergeben. Der erste Triebzug wurde im April 2000 ausgeliefert, aufgrund technischer Probleme 10 Monate nach dem ursprünglich angesetzten Liefertermin. Neben den Triebwagen aus der Nachkriegszeit ersetzten die Züge der Reihe 41 auch lokbespannte Züge mit M2-Wagen.
Da die Kapazität der zweiteiligen Triebzüge auf einigen Einsatzstrecken, besonders zwischen Antwerpen und Neerpelt, nicht ausreichte, bestellte die belgische Bahn im Frühjahr 2002 bei Alstom 16 weitere Einheiten.
Die Züge der Reihe 41 werden hauptsächlich im innerbelgischen Schnellzugdienst (IC und IR), aber auch im Nahverkehr in den Ardennen, sowie um Gent eingesetzt. Seit der Ausmusterung der Dieseltriebwagen aus der Nachkriegszeit sind die Triebzüge der Reihe 41 die einzigen dieselbetriebenen Fahrzeuge im Personenverkehr der NMBS/SNCB.
Die Fahrzeuge sind in Depots in Hasselt, Charleroi, Merelbeke und waren bis Anfang 2013 auch in Stockem beheimatet.

## Technik
Als Motoren kommen zwei Sechszylinder-Reihenmotoren des US-amerikanischen Herstellers Cummins Engine zum Einsatz, die die beiden mittleren Drehgestelle antreiben. Die Nenndrehzahl der Motoren beträgt 2.100/min; ein Motor wiegt 18,9 t, sodass die Motoren mehr als ein Drittel der Fahrzeugmasse ausmachen. Die Kraftübertragung erfolgt dieselhydraulisch über Voith-Getriebe. Mit dem Tankinhalt von 1000 Litern können 1000 Kilometer zurückgelegt werden. Der eingebaute Generator hat eine Nenndrehzahl von 800/min; der von ihm erzeugte Drehstrom wird durch  einen Umrichter in Gleichstrom mit einer Spannung von 110 V umgewandelt. Die elektrische Energie wird in einem Bleiakkumulator mit einer Kapazität von 220 Ah gespeichert und unter anderem für die Klimatisierung des Fahrgastraums verwendet.

## Unfälle

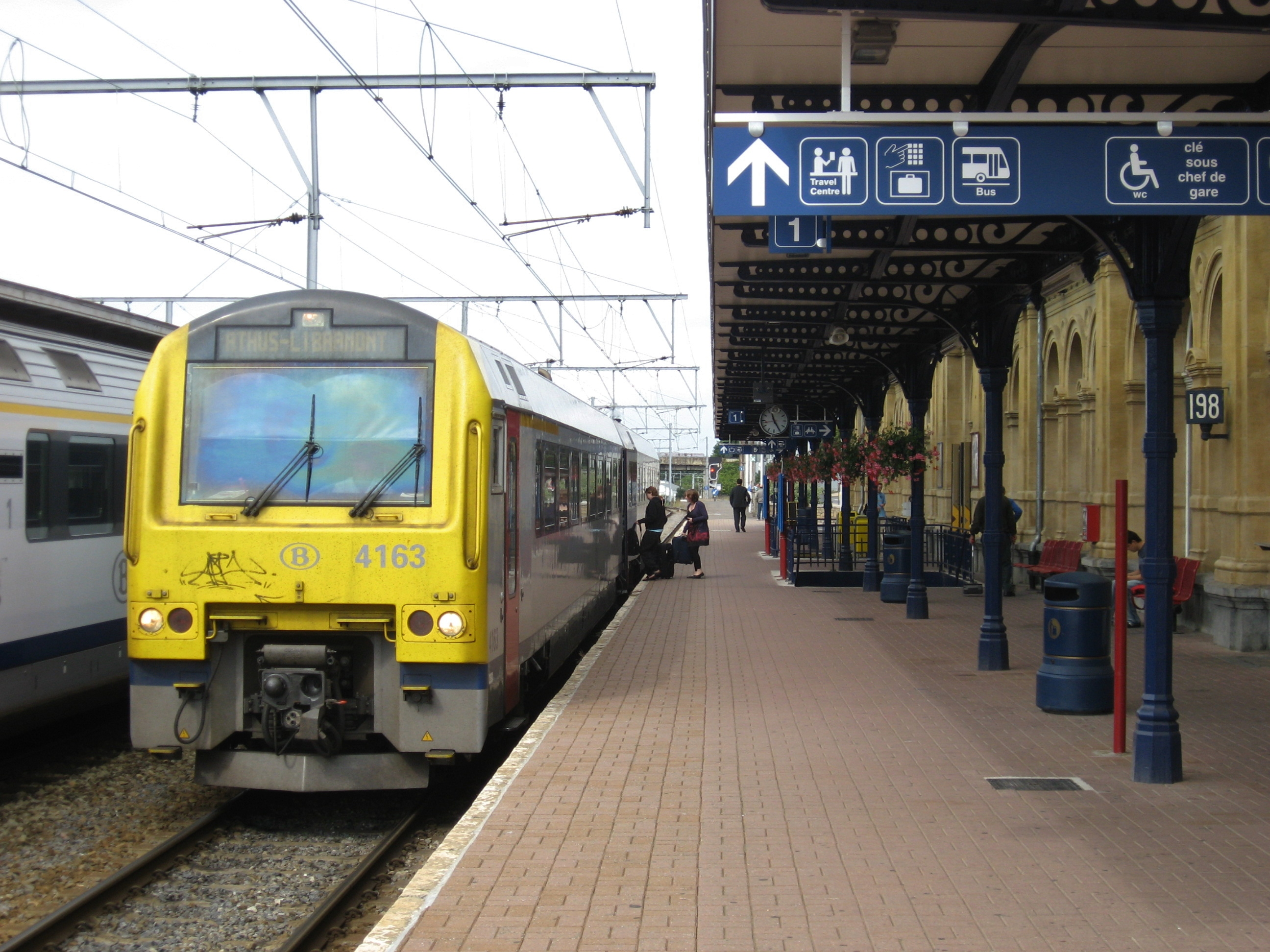
Der in Beringen beschädigte Triebzug 4163 fünf Jahre später in Arlon

Bisher wurden sechs Fahrzeuge der Reihe 41 bei Unfällen beschädigt oder zerstört, fünf davon durch Brände. Durch die Häufung dieser Vorfälle wird ein Konstruktionsfehler am Motor vermutet.
- Am 9. März 2002 fing Triebzug 4117 Feuer, als er zur Abstellung ins Depot von Hasselt gefahren wurde.[7]
- Triebzug 4193 wurde am 10. Juli 2003 bei einem Unfall an einem Bahnübergang in Lovendegem zwischen Gent und Eeklo schwer beschädigt. Der Fahrer eines Lastkraftwagens missachtete die Sicherungsanlagen des Bahnübergangs, sodass sein LKW mit dem Zug kollidierte. Durch den Aufprall entgleiste der Triebzug und kam nach 200 Metern neben dem Gleis zum Stehen. Sowohl der Triebfahrzeugführer als auch der LKW-Fahrer wurden bei dem Unfall verletzt.[8]
- Am 3. September 2003 fing Triebzug 4163 während der Fahrt auf Höhe von Beringen zwischen Hasselt und Mol Feuer.[9]
- Der dritte Brand eines Triebzugs der Reihe 41 ereignete sich am 7. April 2005 in Erquelinnes. Ein Dieselmotor des Fahrzeugs 4109, welches auf dem Weg nach Charleroi war, entzündete sich. Als Brandursache wurde ein verstopftes Abgasrohr vermutet.[10]
- Am 18. Mai 2007 brannte Triebzug 4137 im Bahnhof von Antwerpen-Berchem aus. Es entstand ein erheblicher Sachschaden.[6]
- Nur einen Tag später, am 19. Mai 2007, geriet ein Dieselmotor von Triebzug 4313 in Geel in Brand. Das Fahrzeug befand sich in einer Dreifachtraktion auf einer InterRegio-Verbindung mit Fahrtziel Antwerpen. Verletzt wurde niemand; ein Wagenteil brannte vollständig aus.[6]

## Einsatzstrecken
- Antwerpen Centraal–Mol–Neerpelt/Hasselt
- Gent Dampoort–Eeklo
- De Pinte–Oudenaarde–Ronse
- Oudenaarde–Kortrijk–Brugge
- Melle–Zottegem–Geraardsbergen
- Aalst–Burst
- Charleroi Sud–Mariembourg–Couvin